# Tapiraí, São Paulo
Tapiraí är en ort i Brasilien.   Den ligger i kommunen Tapiraí och delstaten São Paulo, i den sydöstra delen av landet, 900 km söder om huvudstaden Brasília. Tapiraí ligger 861 meter över havet och antalet invånare är 8 015.
Terrängen runt Tapiraí är kuperad söderut, men norrut är den platt. Runt Tapiraí är det ganska glesbefolkat, med 22 invånare per kvadratkilometer..
I omgivningarna runt Tapiraí växer i huvudsak städsegrön lövskog.